# Liste der größten Unternehmensübernahmen
Folgende Liste gibt einen Überblick über die größten Unternehmenskäufe und -übernahmen aller Zeiten nach ihrem Transaktionswert (Kaufpreis). Preise sind in nominellen US-Dollar des damaligen Zeitpunktes sowie in heutigen inflationsbereinigten US-Dollar angegeben, um eine bessere Vergleichbarkeit über lange Zeiträume zu gewährleisten. Die bisher größte Unternehmensübernahme war der Kauf des deutschen Industriekonzern Mannesmann durch den britischen Mobilfunkanbieter Vodafone im Jahre 1999. Der Kaufpreis lag bei ca. 190 Milliarden Euro (damals 202 Milliarden US-Dollar bzw. 292 Milliarden US-Dollar in heutigen Preisen). In den Transaktionskosten sind mögliche Schulden von übernommenen Unternehmen nicht eingerechnet.

## 1870er
Die größten Unternehmensübernahmen nach Transaktionsvolumen von 1870 bis 1879:
| Rang | Jahr | Käufer                    | Gekauft  | Transaktionsvolumen (in Mrd. USD) | Inflationsbereinigt (in Mrd. 2017 USD) |
| ---- | ---- | ------------------------- | -------- | --------------------------------- | -------------------------------------- |
| 1    | 1879 | Pacific Coast Oil Company | Star Oil | 0,001                             | 0,024                                  |

## 1900er
Die größten Unternehmensübernahmen nach Transaktionsvolumen von 1900 bis 1909:
| Rang | Jahr | Käufer                          | Gekauft                   | Transaktionsvolumen (in Mrd. USD) | Inflationsbereinigt (in Mrd. 2017 USD) |
| ---- | ---- | ------------------------------- | ------------------------- | --------------------------------- | -------------------------------------- |
| 1    | 1901 | United States Steel Corporation | Carnegie Steel Company    | 0,492                             | 16                                     |
| 2    | 1900 | Standard Oil                    | Pacific Coast Oil Company | 0,001                             | 0,026                                  |

## 1940er
Die größten Unternehmensübernahmen nach Transaktionsvolumen von 1940 bis 1949:
| Rang | Jahr | Käufer                      | Gekauft              | Transaktionsvolumen (in Mrd. USD) | Inflationsbereinigt (in Mrd. 2017 USD) |
| ---- | ---- | --------------------------- | -------------------- | --------------------------------- | -------------------------------------- |
| 1    | 1948 | Burlington Mills            | May McEwen Kaiser    | 0,014                             | 0,140                                  |
| 2    | 1947 | Zinc Corporation            | Smelting Corporation | 0,013                             | 0,146                                  |
| 3    | 1948 | National Distilled Products | Blum Philip & Co     | 0,013                             | 0,130                                  |

## 1960er
Die größten Unternehmensübernahmen nach Transaktionsvolumen von 1960 bis 1969:
| Rang | Jahr | Käufer                 | Gekauft                                 | Transaktionsvolumen (in Mrd. USD) | Inflationsbereinigt (in Mrd. 2017 USD) |
| ---- | ---- | ---------------------- | --------------------------------------- | --------------------------------- | -------------------------------------- |
| 1    | 1969 | Xerox Corporation      | Science Data Systems                    | 0,910                             | 7                                      |
| 2    | 1968 | Sun Oil                | Sunray D X Oil Co.                      | 0,840                             | 7                                      |
| 3    | 1966 | Atlantic Refining      | Richfield Oil                           | 0,535                             | 4                                      |
| 4    | 1968 | Kennecott Copper       | Peabody Coal Corporation                | 0.475                             | 4                                      |
| 5    | 1968 | Occidental Petroleum   | Hooker Chemical                         | 0.483                             | 4                                      |
| 6    | 1968 | Loews Theatres         | Lorillard P Corporation                 | 0.450                             | 4                                      |
| 7    | 1968 | Ling Tehco Vought      | Jones and Laughlin Steel Company        | 0.425                             | 3                                      |
| 8    | 1968 | Glen Alden Corporation | Schenley Industries                     | 0.421                             | 3                                      |
| 9    | 1968 | Singer Corporation     | General Precision Equipment Corporation | 0.404                             | 3                                      |
| 10   | 1968 | Montgomery Ward        | Container Corporation of America        | 0.300                             | 2                                      |
| 11   | 1968 | Northwest Industries   | Philadelphia & Reading                  | 0.300                             | 2                                      |

## 1970er
Die größten Unternehmensübernahmen nach Transaktionsvolumen von 1970 bis 1979:
| Rang | Jahr | Käufer                     | Gekauft                    | Transaktionsvolumen (in Mrd. USD) | Inflationsbereinigt (in Mrd. 2017 USD) |
| ---- | ---- | -------------------------- | -------------------------- | --------------------------------- | -------------------------------------- |
| 1    | 1977 | Atlantic Richfield Company | Anaconda Copper            | 0,784                             | 4                                      |
| 2    | 1978 | Johns Manville             | Olinkraft Inc              | 0,585                             | 2                                      |
| 3    | 1977 | Kennecott Copper           | Carborundum Corporation    | 0,567                             | 3                                      |
| 4    | 1978 | Philip Morris              | Seven-Up Bottling Co       | 0,520                             | 2                                      |
| 5    | 1972 | Colgate Palmolive          | Kendall Co                 | 0,514                             | 3                                      |
| 6    | 1978 | Beatrice Foods Co          | Tropicana Products         | 0,490                             | 2                                      |
| 7    | 1974 | International Paper        | General Crude Oil          | 0,486                             | 2                                      |
| 8    | 1978 | Unilever                   | National Starch & Chemical | 0,485                             | 2                                      |
| 9    | 1974 | Burmah Oil                 | Signal Oil & Gas           | 0,480                             | 3                                      |
| 10   | 1970 | Warner–Lambert             | Parke-Davis                | 0,413                             | 3                                      |

## 1980er
Die größten Unternehmensübernahmen nach Transaktionsvolumen von 1980 bis 1989:
| Rang | Jahr | Käufer                           | Gekauft                | Transaktionsvolumen (in Mrd. USD) | Inflationsbereinigt (in Mrd. 2017 USD) |
| ---- | ---- | -------------------------------- | ---------------------- | --------------------------------- | -------------------------------------- |
| 1    | 1989 | Kohlberg Kravis Roberts          | RJR Nabisco            | 31                                | 68                                     |
| 2    | 1984 | Standard Oil of California       | Gulf Oil               | 13,2                              | 34                                     |
| 3    | 1988 | Philip Morris                    | Kraft Foods            | 13,1                              | 30                                     |
| 4    | 1987 | BP                               | Standard Oil of Ohio   | 7,8                               | 19                                     |
| 5    | 1981 | Du Pont                          | Conoco                 | 7,3                               | 22                                     |
| 6    | 1986 | Kohlberg Kravis Roberts          | Beatrice Cos.          | 6,2                               | 14                                     |
| 7    | 1984 | Mobil                            | Superior Oil Co.       | 5,7                               | 15                                     |
| 8    | 1985 | R.J. Reynolds Industries         | Nabisco Brands         | 4,9                               | 12                                     |
| 9    | 1986 | Burroughs Corporation            | Sperry Corporation     | 4,8                               | 12                                     |
| 10   | 1986 | Kohlberg Kravis Roberts          | Safeway Stores         | 4,3                               | 10                                     |
| 11   | 1982 | Occidental Petroleum Corporation | Cities Service Company | 4                                 | 10                                     |

## 1990er
Die größten Unternehmensübernahmen nach Transaktionsvolumen von 1990 bis 1999:
| Rang | Jahr | Käufer               | Gekauft                 | Transaktionsvolumen (in Mrd. USD) | Inflationsbereinigt (in Mrd. 2016 USD) |
| ---- | ---- | -------------------- | ----------------------- | --------------------------------- | -------------------------------------- |
| 1    | 1999 | Vodafone Group       | Mannesmann              | 202                               | 329                                    |
| 2    | 1999 | Pfizer               | Warner-Lambert          | 111,8                             | 182                                    |
| 3    | 1998 | Exxon                | Mobil Oil               | 77,2                              | 128                                    |
| 4    | 1998 | Citicorp             | Travelers Group         | 73                                | 121                                    |
| 5    | 1999 | SBC Communications   | Ameritech Corporation   | 63                                | 102                                    |
| 6    | 1999 | Vodafone Group       | AirTouch Communications | 60                                | 98                                     |
| 7    | 1998 | Bell Atlantic        | GTE                     | 53,4                              | 89                                     |
| 8    | 1998 | BP                   | Amoco                   | 53                                | 88                                     |
| 9    | 1999 | Qwest Communications | US WEST                 | 48                                | 78                                     |
| 10   | 1997 | Worldcom             | MCI Communications      | 42                                | 71                                     |

## 2000er
Die größten Unternehmensübernahmen nach Transaktionsvolumen von 2000 bis 2010:
| Rang | Jahr | Käufer                | Gekauft                       | Transaktionsvolumen (in Mrd. USD) | Inflationsbereinigt (in Mrd. 2016 USD) |
| ---- | ---- | --------------------- | ----------------------------- | --------------------------------- | -------------------------------------- |
| 1    | 2000 | AOL Inc.              | Time Warner                   | 165                               | 259                                    |
| 2    | 2007 | RFS Holdings BV       | ABN Amro BV                   | 98                                | 128                                    |
| 3    | 2000 | Glaxo Wellcome Plc.   | SmithKline Beecham Plc.       | 76                                | 120                                    |
| 4    | 2004 | Royal Dutch Petroleum | Shell Transport & Trading Co. | 75                                | 107                                    |
| 5    | 2006 | AT&T Inc.             | BellSouth Corporation         | 73                                | 98                                     |
| 6    | 2001 | Comcast               | AT&T Broadband                | 72                                | 110                                    |
| 7    | 2009 | Pfizer Inc.           | Wyeth                         | 68                                | 86                                     |
| 8    | 2002 | Pfizer Inc.           | Pharmacia Corporation         | 60                                | 90                                     |
| 9    | 2004 | JPMorgan Chase & Co.  | Bank One Corporation          | 59                                | 84                                     |
| 10   | 2008 | InBev Inc.            | Anheuser-Busch Inc.           | 52                                | 65                                     |

## 2010er
Die größten Unternehmensübernahmen nach Transaktionsvolumen (größer als $20 Mrd.) von 2011 bis 2020:
| Rang | Jahr | Käufer                         | Gekauft                                    | Transaktionsvolumen (in Mrd. USD) | Inflationsbereinigt (in Mrd. 2019 USD) | Quelle                       |
| ---- | ---- | ------------------------------ | ------------------------------------------ | --------------------------------- | -------------------------------------- | ---------------------------- |
| 1    | 2013 | Verizon Communications         | Verizon Wireless                           | 130                               | 163                                    | [ 22 ] [ N 1 ]               |
| 2    | 2015 | Dow Chemical                   | DuPont                                     | 130                               | 155                                    | [ 23 ]                       |
| 3    | 2015 | Anheuser-Busch InBev           | SAB Miller                                 | 107                               | 129                                    |                              |
| 4    | 2015 | Heinz                          | Kraft                                      | 100                               | 121                                    | [ 24 ] [ N 2 ]               |
| 5    | 2018 | AT&T Inc.                      | WarnerMedia                                | 85,4                              | 100                                    | [ 25 ]                       |
| 6    | 2016 | Linde AG                       | Praxair                                    | 85                                | 95                                     | [ 26 ]                       |
| 7    | 2015 | Charter Communications         | Time Warner Cable                          | 78,7                              | 90                                     | [ 27 ] [ N 3 ]               |
| 8    | 2019 | Bristol-Myers Squibb           | Celgene                                    | 74                                | 74                                     | [ 28 ]                       |
| 9    | 2018 | The Walt Disney Company        | 21st Century Fox                           | 71,3                              | 77                                     | [ 29 ] [ 30 ]                |
| 10   | 2015 | Actavis                        | Allergan, Inc                              | 70,5                              | 81                                     |                              |
| 11   | 2015 | Royal Dutch Shell              | BG Group                                   | 70                                | 80                                     | [ 31 ] [ 32 ]                |
| 12   | 2017 | CVS Health                     | Aetna                                      | 70                                | 77                                     | [ 33 ] [ 34 ]                |
| 13   | 2015 | Dell                           | EMC Corporation                            | 67                                | 77                                     |                              |
| 14   | 2019 | Saudi Aramco                   | Saudi Basic Industries Corporation         | 69                                | 69                                     |                              |
| 15   | 2018 | Takeda Pharmaceutical          | Shire plc                                  | 62                                | 67                                     | [ 35 ]                       |
| 16   | 2017 | Essilor                        | Luxottica                                  | 58,5                              | 65                                     | [ 36 ]                       |
| 17   | 2016 | Bayer AG                       | Monsanto                                   | 54,5                              | 62                                     | [ 37 ] [ 38 ]                |
| 18   | 2018 | CIGNA                          | Express Scripts                            | 53                                | 57                                     | [ 39 ]                       |
| 19   | 2015 | British American Tobacco       | R. J. Reynolds Tobacco Company             | 49,4                              | 55                                     | [ N 4 ]                      |
| 20   | 2015 | AT&T Inc.                      | DirecTV                                    | 49                                | 56                                     | [ N 5 ]                      |
| 21   | 2016 | ChemChina                      | Syngenta                                   | 43                                | 49                                     |                              |
| 22   | 2015 | Medtronic                      | Covidien                                   | 42,3                              | 48                                     |                              |
| 23   | 2015 | Teva Pharmaceutical Industries | Actavis Generics                           | 40,5                              | 46                                     | [ 40 ] [ 41 ] [ 42 ] [ N 6 ] |
| 24   | 2018 | Comcast Corporation            | Sky plc                                    | 39                                | 42                                     | [ 43 ] [ 44 ]                |
| 25   | 2018 | E.ON SE                        | Innogy SE                                  | 38,5                              | 42                                     | [ 45 ]                       |
| 26   | 2015 | Berkshire Hathaway             | Precision Castparts                        | 37,2                              | 43                                     | [ 46 ]                       |
| 27   | 2018 | IBM                            | Red Hat                                    | 33,4                              | 37                                     | [ 47 ]                       |
| 28   | 2016 | Shire plc                      | Baxalta                                    | 32                                | 36                                     | [ 48 ] [ 49 ]                |
| 29   | 2016 | Softbank                       | ARM Holdings                               | 32                                | 36                                     |                              |
| 30   | 2017 | United Technologies            | Rockwell Collins                           | 30                                | 34                                     |                              |
| 31   | 2012 | T-Mobile US                    | MetroPCS                                   | 29                                | 34                                     |                              |
| 32   | 2013 | Berkshire Hathaway 3G Capital  | Heinz                                      | 28                                | 33                                     |                              |
| 33   | 2016 | Microsoft                      | LinkedIn                                   | 26.2                              | 30                                     | [ 50 ]                       |
| 34   | 2018 | T-Mobile US                    | Sprint Corporation                         | 26                                | 28                                     | [ 51 ]                       |
| 35   | 2016 | Abbott Laboratories            | St Jude Medical                            | 25                                | 28                                     |                              |
| 36   | 2017 | Agrium                         | Potash Corp of Saskatchewan Inc            | 25                                | 28                                     |                              |
| 37   | 2016 | Century Link                   | Level 3 Communications                     | 24                                | 27                                     |                              |
| 38   | 2018 | Marathon Petroleum Corp        | Andeavor                                   | 23                                | 25                                     | [ 52 ]                       |
| 39   | 2016 | Johnson Controls               | Tyco International                         | 22                                | 25                                     |                              |
| 40   | 2018 | Atlantia Grupo ACS             | Abertis                                    | 22                                | 24                                     | [ 53 ]                       |
| 41   | 2018 | Vodafone Group                 | Liberty Global (Deutschland und Osteuropa) | 21,8                              | 24                                     | [ 54 ]                       |
| 42   | 2013 | Softbank                       | Sprint Corporation                         | 21,6                              | 25                                     |                              |
| 43   | 2018 | Keurig Green Mountain          | Dr Pepper Snapple Group                    | 21                                | 23                                     |                              |

## Top 10 aller Zeiten
| Rang | Jahr | Käufer                 | Gekauft          | Transaktionsvolumen (in Mrd. USD) |
| ---- | ---- | ---------------------- | ---------------- | --------------------------------- |
| 1    | 1999 | Vodafone Group         | Mannesmann       | 202                               |
| 2    | 2000 | AOL Inc.               | Time Warner      | 165                               |
| 3    | 2013 | Verizon Communications | Verizon Wireless | 130                               |
| 3    | 2015 | Dow Chemical           | DuPont           | 130                               |
| 5    | 1999 | Pfizer                 | Warner-Lambert   | 111,8                             |
| 6    | 2015 | Anheuser-Busch InBev   | SAB Miller       | 100                               |
| 6    | 2015 | Heinz                  | Kraft            | 100                               |
| 8    | 2007 | RFS Holdings BV        | ABN Amro BV      | 98                                |
| 9    | 2018 | AT&T Inc.              | WarnerMedia      | 85,4                              |
| 10   | 2016 | Linde AG               | Praxair          | 85                                |

## Top 10 aller Zeiten (Inflationsbereinigt)
| Rang | Jahr | Käufer                 | Gekauft                 | Inflationsbereinigt (in Mrd. 2016/17 USD) |
| ---- | ---- | ---------------------- | ----------------------- | ----------------------------------------- |
| 1    | 1999 | Vodafone Group         | Mannesmann              | 291                                       |
| 2    | 2000 | AOL Inc.               | Time Warner             | 230                                       |
| 3    | 1999 | Pfizer                 | Warner-Lambert          | 161                                       |
| 4    | 2013 | Verizon Communications | Verizon Wireless        | 134                                       |
| 5    | 2015 | Dow Chemical           | DuPont                  | 132                                       |
| 6    | 1998 | Exxon                  | Mobil Oil               | 114                                       |
| 7    | 2007 | RFS Holdings BV        | ABN Amro BV             | 113                                       |
| 8    | 2015 | Anheuser-Busch InBev   | SAB Miller              | 108                                       |
| 9    | 1998 | Citicorp               | Travelers Group         | 107                                       |
| 10   | 2000 | Glaxo Wellcome Plc.    | SmithKline Beecham Plc. | 106                                       |

## Top 10 mit deutscher Beteiligung
| Rang | Jahr | Käufer           | Gekauft              | Transaktionsvolumen (in Mrd. USD) |
| ---- | ---- | ---------------- | -------------------- | --------------------------------- |
| 1    | 1999 | Vodafone Group   | Mannesmann           | 202                               |
| 2    | 2016 | Linde AG         | Praxair              | 85                                |
| 3    | 2016 | Bayer AG         | Monsanto             | 54,5                              |
| 4    | 1998 | Daimler-Benz AG  | Chrysler             | 40,5                              |
| 5    | 2018 | E.ON SE          | Innogy SE            | 38,5                              |
| 6    | 1999 | Mannesmann       | Orange (UK)          | 32,6                              |
| 7    | 2000 | Deutsche Telekom | VoiceStream Wireless | 29,4                              |
| 8    | 1999 | Rhône-Poulenc    | Hoechst AG           | 21,9                              |
| 9    | 2006 | Bayer AG         | Schering AG          | 21,4                              |
| 10   | 2001 | Allianz SE       | Dresdner Bank        | 19,7                              |